# James Stanley, 7:e earl av Derby

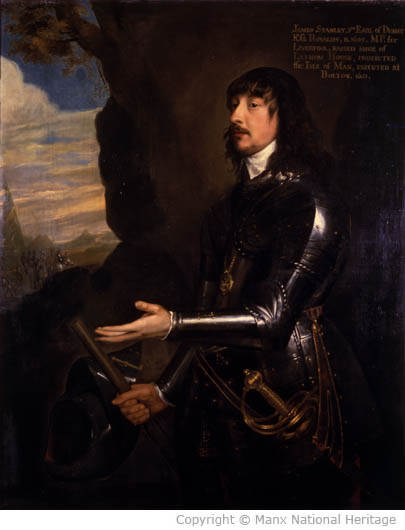
7:e earlen av Derby.

James Stanley, 7:e earl av Derby, född den 31 januari 1607, död den 15 oktober 1651, till 1642 känd under titeln lord Strange, var en engelsk krigare, son till William Stanley, 6:e earl av Derby. Gift med Charlotte de La Trémoille.
Stanley slöt sig vid inbördeskrigets utbrott 1642 till det kungliga partiet och stred med växlande vapenlycka i Lancashire, drog sig efter nederlaget i slaget vid Marston Moor 1645 tillbaka till sitt län ön Man, där han i Karl I:s namn förde en sträng styrelse och beredde de många flyende rojalisterna en fristad.
I augusti 1651 landsteg han i Lancashire för att stödja Karl II:s invasion i England, men blev den 25 augusti i grund slagen vid Wigan, tillfångatogs i september under flykten från Worcester, dömdes till döden som förrädare, fast han vid tillfångatagandet fått löfte om livet, lyckades fly, men greps åter och avrättades i Bolton. Han skildras som en from, högsinnad och oegennyttig man och betraktades av rojalisterna som en martyr
(the martyr earl).